# Вищетарасівка
Вищетара́сівка — село в Україні, у Мирівській сільській громаді Нікопольського району Дніпропетровської області. Населення — 3 819 мешканців.

## Географія
Село Вищетарасівка розташоване на правому березі Каховського водосховища (р. Дніпро), вище по течії на відстані 5 км розташоване село Червонодніпровка, нижче за течією на відстані 7 км розташоване село Новокам'янка, на протилежному березі — село Благовіщенка (Запорізька область). Через село проходить автошлях Т 0435.

## Археологія
На території села виявлено поселення епохи пізньої бронзи із залишками бронзоливарної виробництва і раньослов'янське поселення Черняхівської культури.

## Історія
Козацьке селище Тарасівка було засноване 1740 р. і знаходилось у складі Кодацькій паланці Запорожжя. У Тарасівці був зимівник останнього кошового отамана Петра Калнишевського.
Станом на 1886 рік в селі, центрі Вищетарасівської волості Катеринославського повіту Катеринославської губернії мешкало 1162 особи, налічувалось 186 дворів, існували православна церква, школа, лікарня, 3 лавки, відбувалось 3 ярмарки на рік.
За переписом 1897 року кількість мешканців зросла до 2370 осіб (1238 чоловічої статі та 1132 — жіночої), з яких 2339 — православної віри.
За часи УРСР у селі знаходилася центральна садиба колгоспу ім. В. І. Леніна, за яким було закріплено 8363 га сільськогосподарських угідь, у тому числі 7451 га орних земель. Головне виробничий напрям — вирощування зернових культур, м'ясо-молочне тваринництво. Розвинені також садівництво і городництво. У ньому були допоміжні підприємства — консервний завод, млин, олійниця, хлібопекарня. За високі виробничі показники колгосп чотири рази нагороджувався дипломами 1-й і 2-го ступеня та медалями Виставки досягнень народного господарства СРСР.

## Населення
Згідно з переписом УРСР 1989 року чисельність наявного населення села становила 3984 особи, з яких 1865 чоловіків та 2119 жінок.
За переписом населення України 2001 року в селі мешкали 3792 особи.
До 17 липня 2020 року, після адміністративно-територіальнох реформи, село перебувало в складі Томаківського району.

### Мова
Розподіл населення за рідною мовою за даними перепису 2001 року:
| Мова       | Відсоток |
| ---------- | -------- |
| українська | 92,56 %  |
| російська  | 6,76 %   |
| білоруська | 0,50 %   |
| болгарська | 0,03 %   |
| гагаузька  | 0,03 %   |
| молдовська | 0,03 %   |

## Сьогодення
На території села — середня школа, восьмирічна школа-інтернат і початкова школа, у яких 69 вчителів навчають 679 учнів, будинок культури із залом на 500 місць, бригадний клуб на 150 місць, бібліотека з фондом 15 636 книг, лікарня та амбулаторія, дитячі ясла-сад, відділення зв'язку, ощадкаса, будинок побуту, універмаг, магазин готового одягу.

## Відомі люди
- Балабуха Федір Олексійович (1926—1990) — український актор, народний артист УРСР.
- Козлов Микола Володимирович (1953—2014, псевдонім «Матвій») — загиблий боєць батальйону «Донбас», Народний Герой України.
- Тимощук Кирило Володимирович (1992—2014) — сержант Збройних сил України, учасник російсько-української війни.